# Élections parlementaires chiliennes de 1973
 (octobre 2021).
Le contenu est difficilement compréhensible vu les erreurs de traduction, qui sont peut-être dues à l'utilisation d'un logiciel de traduction automatique.
Au cours des élections parlementaires chiliennes de 1973 , malgré le triomphe de la Confédération de la démocratie (une alliance formée principalement par le Parti national et le Parti démocrate - chrétien), opposé au gouvernement de Salvador Allende, ce dernier n'a pas atteint son objectif d'obtenir les deux tiers nécessaires au Sénat pour révoquer le président sortant. Avec l'approbation de la loi n° 17 284 en 1970, la participation de l'électorat a augmenté. Ce sont les premières élections au niveau national dans lesquelles cette réforme est appliquée, qui sont les plus participatives de l'ancien système démocratique : 80,6 % de l'électorat (44 % de la population nationale) est inscrit, et 81 % des électeurs inscrits one voté (3,7 millions).
Ces élections sont les dernières organisées de manière libre et démocratique, avant le coup d'État de 1973 et la dissolution du congrès par la junte militaire dirigée par Augusto Pinochet, elles n'ont pu être reprises que 17 ans plus tard en 1989.

## Contexte
Depuis le début des années 1960, l'économie chilienne est caractérisée par une croissance accompagnée d'une forte inflation, une situation dont a héritée le gouvernement de Salvador Allende, considérée comme l'une des principales causes de la crise économique au Chili en 1972. En réponse à l'inflation, le gouvernement a mis en œuvre le plan Vuskovic avec l'intention d'instaurer un contrôle plus fort de l'État sur l'économie, en passant notamment par d'importantes nationalisations ainsi qu'un contrôle des prix, à travers une économie planifiée. Ces mesures ont cependant conduit à une baisse du pouvoir d'achat ainsi que des pénuries de certains produits, ce qui a alimenté le marché noir.
Par ailleurs, le mécontentement des classes supérieures et moyennes à l'égard des expropriation d'entreprises du secteur privé s'est manifestée lors de la grève d'octobre 1972, réclamant l'arrêt des expropriations et le retour des prix libres. Il y a eu de nombreuses manifestations sociales contre les mesures économiques du gouvernement et la vie chère, la plupart de ces mobilisations ont été menées et soutenues par la droite, notamment le Parti chrétien-démocrate, qui a cherché à discréditer intensément la politique du gouvernement et à l'isoler socialement, en espérant que le gouvernement renonce à ses propositions politiques et démissionne. 
La politique économique du gouvernement de Salvador Allende s'est également caractérisée par la poursuite de la réforme agraire chilienne initiée par ses prédécesseurs, mais avec la différence que celle-ci était d'une plus grande ampleur sous son administration, expropriant et distribuant plus de 6 millions d'hectares de terres, des grands propriétaires terriens à des milliers de paysans et petits propriétaires chiliens. Cette situation a généré une plus grande division sociale et politique au Chili, notamment en raison de la polarisation croissante entre les groupes sociaux, ouvriers et paysans, qui ont soutenu les mesures de redistribution du gouvernement, et le mécontentement que ces mêmes mesures ont provoqué dans les différents secteurs de l'élite nationale. Le pays s'est divisé en deux grands blocs politiques, aucun ne détenant une nette majorité sociale ou politique et tous les deux étant incapables de trouver un compromis.

## Partis politiques et pactes électoraux
Avant cette élection, plusieurs partis ont présenté des faillites internes et se sont séparés en petits blocs. Bien que la majeure partie des démocrates-chrétiens ait dirigé la faction Freísta, certains groupes se sont divisés en MAPU et la Gauche chrétienne, qui ont ensuite rejoint l'Unité populaire. D'autre part, certains radicaux dissidents de la direction centrale se sont divisés en deux états : la Démocratie radicale, une scission de la droite traditionnelle, et le Parti radical de gauche, de tendance modérée et social-démocrate, qui a soutenu Allende avant de passer dans l'opposition en 1972.
En vue des élections, en juillet 1972, la Confédération de la Démocratie, coalition de partis de centre et de droite (PDC, PN, PIR, DR, PADENA) est organisée devant l'Unité populaire. En dehors des deux principaux pactes électoraux, l'Union socialiste populaire, un petit groupe de gauche séparé du Parti socialiste, était également en compétition.
| Pacte et partis                | Pacte et partis                       | Pacte et partis                | Candidats | Candidats |
| Pacte et partis                | Pacte et partis                       | Pacte et partis                | Députés   | Sénateurs |
| Confédération de la démocratie | Confédération de la démocratie        | Confédération de la démocratie | 149       | 22        |
| ------------------------------ | ------------------------------------- | ------------------------------ | --------- | --------- |
|                                | Parti démocrate - chrétien            | PDC                            | 65        | 11        |
|                                | Parti national                        | PN                             | 51        | 6         |
|                                | Démocratie radicale                   | RD                             | 13        | 3         |
|                                | Parti de la gauche radicale           | PIR                            | 16        | 2         |
|                                | Parti national-démocrate              | PADENA                         | 4         | -         |
| Unité populaire                | Unité populaire                       | Unité populaire                | 141       | 17        |
|                                | Parti socialiste                      | PS                             | 39        | 5         |
|                                | Parti communiste                      | PCCh                           | 34        | 5         |
|                                | Parti radical                         | PR                             | 25        | 5         |
|                                | Mouvement d'action populaire unitaire | MAPU                           | 18        | 2         |
|                                | Gauche chrétienne                     | IC                             | 14        | -         |
|                                | Action Populaire Indépendante         | API                            | 11        | -         |
| Union Socialiste Populaire     | Union Socialiste Populaire            | Union Socialiste Populaire     | 32        | -         |
|                                | Union Socialiste Populaire            | USOPO                          | 32        | -         |
| Nombre total de candidats      | Nombre total de candidats             | Nombre total de candidats      | 322       | 39        |

## Analyse des résultats
La crise politique, sociale et économique a donné un avantage apparent à l'opposition. Les sondages lui prédisaient cependant un résultat plus favorable, entre 58% et 62%. La CODE a en effet obtenu moins de voix que prévu, atteignant 55,70 % contre 44,03 % pour l'Unité Populaire. Cette dernière connaît donc une légère hausse par rapport aux élections législatives de 1969 (43,84 %) et par rapport au score d'Allende à l'élection présidentielle de 1970 (36,6 %). 
La CODE n'a pas réussi à obtenir les deux tiers des sièges au Sénat et ne peut pas donc destituer le président Allende.

## Rapport de fraude électorale
Après les élections, des plaintes pour fraude électorale sont apparues. Une enquête de la faculté de droit de l'Université pontificale catholique du Chili a déterminé l'existence d'une fraude électorale massive estimée à environ 200 000 voix, basée sur de fausses inscriptions et la falsification des registres. Cette plainte a fait l'objet d'une enquête par une commission d'enquête de la Chambre des députés, établie le 24 juillet et qui a cessé ses fonctions avec la dissolution du Congrès après le coup d'État du 11 septembre, laissant l'enquête inachevée. Cependant, lors d'une séance de la Commission d'étude de la nouvelle Constitution, l'inefficacité pratique des registres électoraux et la nécessité de leur épuration ont été constatées. Enfin, par décret-loi n° 130 du 19 novembre 1973, l'expiration des registres a été prononcée. En 1987, de nouveaux records sont ouverts.

## Élection de laChambre des députés

### Résultats

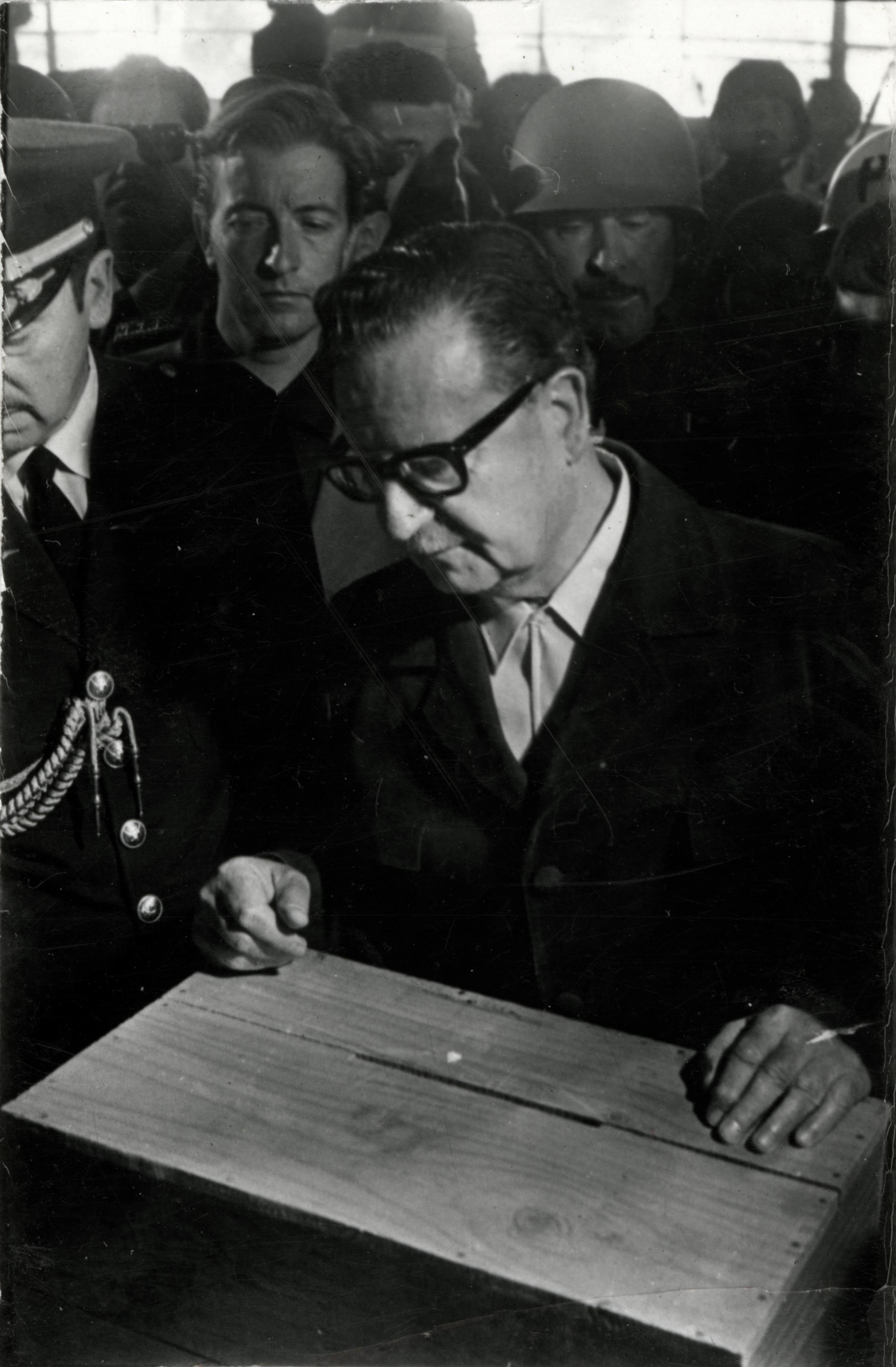
Le président au Chili Salvador Allende votant aux élections législatives de 1973.

| Pacte ou parti                        | Pacte ou parti                 | Initiales                | Votes     | % ?     | Tremper. ? | % ?     | ±% ?   | ± D. ? |
| ------------------------------------- | ------------------------------ | ------------------------ | --------- | ------- | ---------- | ------- | ------ | ------ |
| À                                     | Confédération de la démocratie | CODE                     | 2 013 592 | 55,49 % | 87         | 58,00%  |        |        |
|                                       | Parti démocrate - chrétien     | PDC                      | 1 055 120 | 29,07 % | 50         | 33,33 % | -1.97% | -5     |
| Parti national                        | PN                             | 780 480                  | 21,51%    | 34      | 22,67%     | 0,69%   |        |        |
| Démocratie radicale                   | RD                             | 70 582                   | 1,94 %    | 2       | 1,33%      |         |        |        |
| Parti de la gauche radicale           | PIR                            | 60 166                   | 1,66%     | 1       | 0,67%      |         |        |        |
| Parti national-démocrate              | PADENA                         | 13 349                   | 0,37%     | 0       | 0,00%      | -1,94%  |        |        |
| Liste des votes CODE                  | CODE                           | 33 895                   | 0,93%     |         |            |         |        |        |
| B                                     | Unité populaire                | UP                       | 1 605 170 | 44,23 % | 63         | 42,00%  |        |        |
|                                       | Parti socialiste               | PS                       | 678 796   | 18,70 % | 28         | 18,67 % | 5,94 % | +13    |
| Parti communiste                      | PCCh                           | 593 738                  | 16,36 %   | 25      | 16,67 %    | -0,24%  | +3     |        |
| Parti radical                         | PR                             | 133 745                  | 3,69%     | 5       | 3,33 %     | -9.90%  | -19    |        |
| Mouvement d'action populaire unitaire | MAPU                           | 92 592                   | 2,55%     | 2       | 1,33%      |         |        |        |
| Gauche chrétienne                     | IC                             | 41 589                   | 1,15 %    | 1       | 0,67%      |         |        |        |
| Action Populaire Indépendante         | API                            | 29 972                   | 0,83%     | 2       | 1,33%      |         |        |        |
| Liste des votes UP                    | UP                             | 34 738                   | 0,96%     |         |            |         |        |        |
| C                                     | Union Socialiste Populaire     | USOPO                    | 10 287    | 0,28%   | 0          | 0,00%   | -1.97% |        |
| Total des votes valides               | Total des votes valides        | Total des votes valides  | 3 629 049 | 98,43 % |            |         |        |        |
| Votes nuls et blancs                  | Votes nuls et blancs           | Votes nuls et blancs     | 58 056    | 1,57%   |            |         |        |        |
| Total des votes exprimés              | Total des votes exprimés       | Total des votes exprimés | 3 687 105 | 100%    |            |         |        |        |

## Élection duSénat

### Résultats
| Pacte ou parti                        | Pacte ou parti                 | Initiales               | Votes     | % ?     | Son. ? | % ?     | ±% ?    |
| ------------------------------------- | ------------------------------ | ----------------------- | --------- | ------- | ------ | ------- | ------- |
| À                                     | Confédération de la démocratie | CODE                    | 1 259 343 | 57,25 % | 14     | 56,00 % |         |
|                                       | Parti démocrate - chrétien     | PDC                     | 745 274   | 33,88 % | 10     | 40.00%  | -13,38% |
| Parti national                        | PN                             | 417 311                 | 18,97 %   | 4       | 16,00% |         |         |
| Démocratie radicale                   | RD                             | 47 992                  | 2,18 %    | 0       | 0,00%  |         |         |
| Parti de la gauche radicale           | PIR                            | 34 334                  | 1,56%     | 0       | 0,00%  |         |         |
| Liste des votes CODE                  | CODE                           | 14 432                  | 0,66%     |         |        |         |         |
| B                                     | Unité populaire                | UP                      | 940 512   | 42,75 % | 11     | 44,00%  |         |
|                                       | Parti socialiste               | PS                      | 392 469   | 17,84 % | 5      | 20.00%  | 7,04 %  |
| Parti communiste                      | PCCh                           | 380 460                 | 17,29%    | 5       | 20.00% | 6,85 %  |         |
| Parti radical                         | PR                             | 126 961                 | 5.77%     | 1       | 4,00%  | -8.01%  |         |
| Mouvement d'action populaire unitaire | MAPU                           | 23 191                  | 1,05%     | 0       | 0,00%  |         |         |
| Liste des votes UP                    | UP                             | 17 431                  | 0,79%     |         |        |         |         |
| Total des votes valides               | Total des votes valides        | Total des votes valides | 2 199 855 | 100%    |        |         |         |